# Rueyres-Saint-Laurent

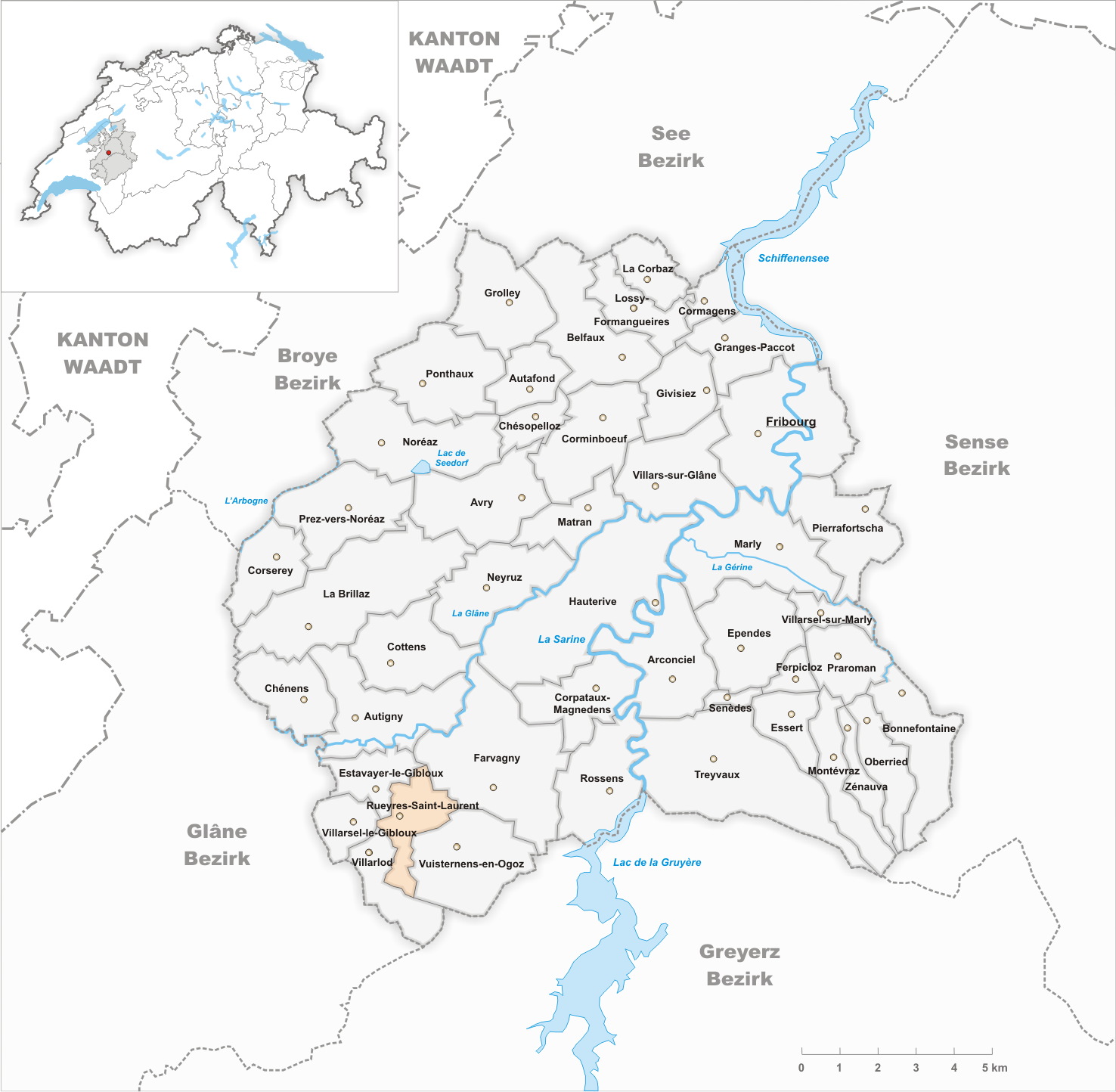
Gemeindestand vor der Fusion am 1. Januar 2003

Rueyres-Saint-Laurent (Freiburger Patois Ruêre-Chin-Lorinⓘ) ist eine Ortschaft und früher selbständige politische Gemeinde im District de la Sarine (deutsch: Saanebezirk) des Kantons Freiburg in der Schweiz. Am 1. Januar 2003 fusionierte Rueyres-Saint-Laurent mit Estavayer-le-Gibloux, Villarlod und Villarsel-le-Gibloux zur neuen Gemeinde Le Glèbe. Seit 2016 gehört das Dorf zur Gemeinde Gibloux.

## Geographie
Rueyres-Saint-Laurent liegt auf 756 m ü. M., 13 Kilometer südwestlich der Kantonshauptstadt Freiburg (Luftlinie). Das Bauerndorf erstreckt sich auf einem Geländevorsprung am unteren Nordhang des Gibloux, südlich des Tals der Glâne und östlich des Taleinschnittes des Glèbe, im Molassehügelland des Freiburger Mittellandes. Die ehemalige Gemeindefläche betrug rund 2,9 km². Das Gebiet reichte vom Bachlauf der Longivue südwärts über den Hang von Rueyres-Saint-Laurent bis auf die Wiesenhöhe von Le Chapy (850 m ü. M.), wobei die westliche Grenze im Taleinschnitt des Glèbe verlief. In einem schmalen Zipfel erstreckte sich das Gebiet südwärts bis auf die Nordflanke des Gibloux, an dem mit 1080 m ü. M. der höchste Punkt erreicht wurde.

## Bevölkerung
Mit 268 Einwohnern (2002) zählte Rueyres-Saint-Laurent vor der Fusion zu den kleinen Gemeinden des Kantons Freiburg. Zu Rueyres-Saint-Laurent gehören die Siedlung La Perrause (794 m ü. M.) in einem Seitental des Glèbe am Nordhang des Gibloux sowie mehrere Einzelhöfe.
Einwohnerzahlen: Volkszählungsdaten

## Wirtschaft
Rueyres-Saint-Laurent war bis in die zweite Hälfte des 20. Jahrhunderts ein vorwiegend durch die Landwirtschaft geprägtes Dorf. Noch heute haben der Ackerbau, die Milchwirtschaft und die Viehzucht einen wichtigen Stellenwert in der Erwerbsstruktur der Bevölkerung. Weitere Arbeitsplätze sind im lokalen Kleingewerbe und im Dienstleistungssektor vorhanden, unter anderem in einem Betrieb für Wärmepumpen und in einer feinmechanischen Werkstätte. In den letzten Jahrzehnten hat sich das Dorf auch zu einer Wohngemeinde entwickelt. Viele Erwerbstätige sind deshalb Wegpendler, die hauptsächlich in der Region Freiburg arbeiten.

## Verkehr
Das Dorf liegt abseits der grösseren Durchgangsstrassen an einer Verbindungsstrasse von Farvagny nach Villargiroud. Durch eine Postautolinie, die von Cottens nach Rueyres-Saint-Laurent führt, ist das Dorf an das Netz des öffentlichen Verkehrs angebunden.

## Geschichte
Die erste urkundliche Erwähnung des Ortes erfolgte im 12. Jahrhundert unter dem Namen Rivorium; im 13. Jahrhundert erschienen die Bezeichnungen Rivoria und Ruerii. Der Ortsname ist vom lateinischen Wort roboretum (Eichenhain) abgeleitet.
Im Mittelalter gehörte Rueyres-Saint-Laurent zur Herrschaft Pont. Mit dieser kam das Dorf 1483 unter die Herrschaft von Freiburg und wurde der Vogtei Pont-Farvagny zugeordnet. Nach dem Zusammenbruch des Ancien Régime (1798) gehörte Rueyres-Saint-Laurent während der Helvetik zum Bezirk Romont und ab 1803 zum Bezirk Farvagny, bevor es 1848 mit der neuen Kantonsverfassung in den Saanebezirk eingegliedert wurde.
Im Rahmen der seit 2000 vom Kanton Freiburg geförderten Gemeindefusionen entschieden sich die Bewohner von Rueyres-Saint-Laurent, Estavayer-le-Gibloux, Villarlod und Villarsel-le-Gibloux im Jahr 2002 für das Zusammengehen ihrer Gemeinden. Mit Wirkung auf den 1. Januar 2003 trat deshalb die Fusion der Dörfer zur neuen Gemeinde mit dem Namen Le Glèbe in Kraft.

## Sehenswürdigkeiten
Nördlich des Dorfkerns steht die Kapelle Saint-Laurent. Rueyres-Saint-Laurent gehört zur Pfarrei Estavayer-le-Gibloux.